# Музей королевского дворца «Рукари»
Музей королевского дворца «Рукари» (руанда Ingoro y’umwami mu Rukari) открыт в 2008 году в городе Ньянза, во дворце короля Мутары III. Является одним из подразделений Института национальных музеев Руанды.
Иначе известен как Музей руандийской древней истории.

## О музее

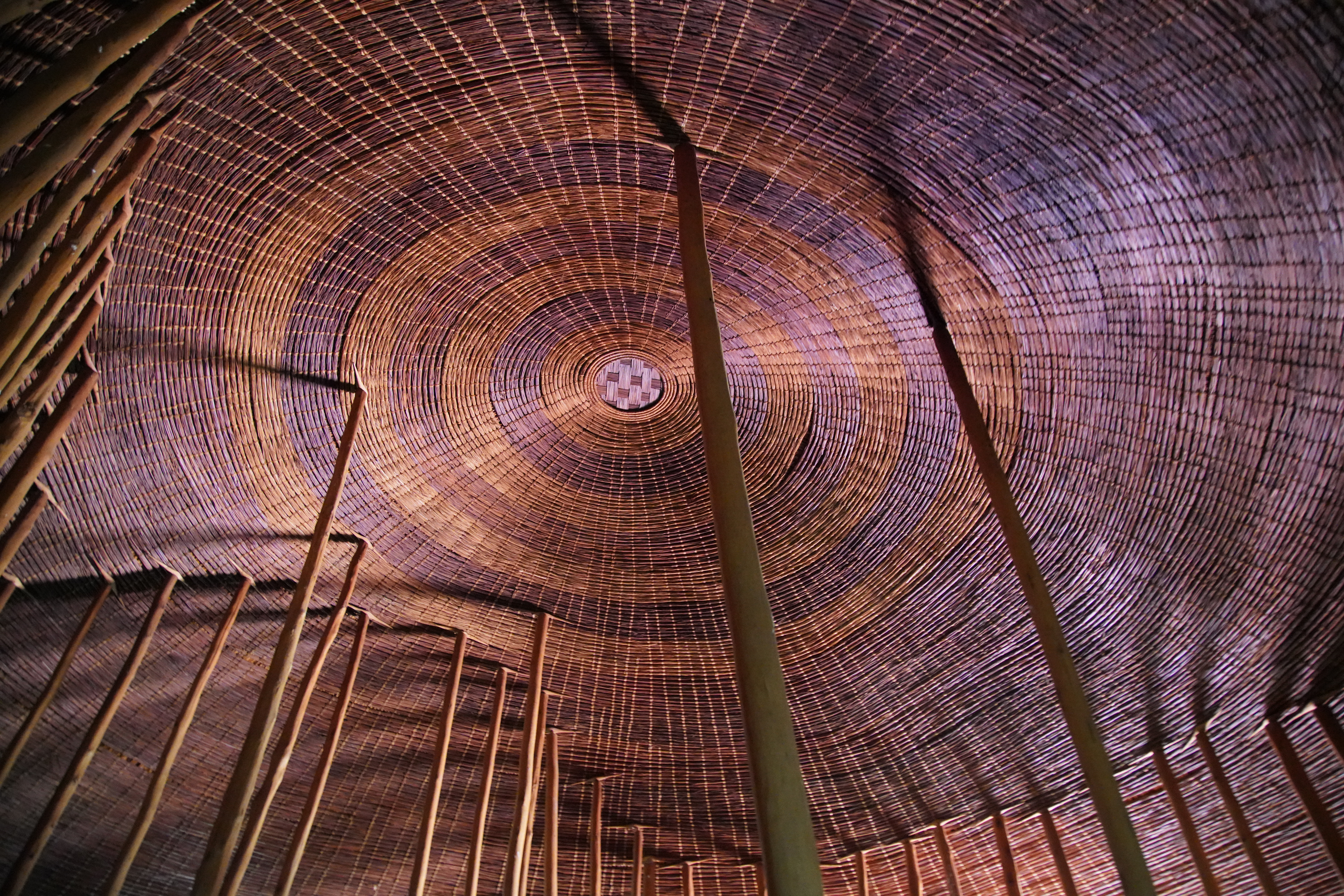
Купол королевской хижины

На территории музея восстановлена историческая королевская хижина, какой она выглядела в XIX веке.
На соседнем холме Мвима похоронен сам король Мутара III и его жена, Розали Гицанда, ставшая жертвой геноцида 1994 года.
Само здание дворца, в котором собственно расположен музей, было построено на холме Рукари в 1930—1933 годы. С холма открывается прекрасный вид на Ньянзу.